# Chailly/Rovéréaz
Chailly/Rovéréaz est un quartier de la ville de Lausanne, en Suisse.

## Démographie
Le quartier de Chailly/Rovéréaz a une population de 9 624 habitants. 

## Délimitation
Le quartier Chailly/Rovéréaz, recouvre 193,8 ha et regroupe les secteurs suivants :
- Chailly (1101)
- Plaisance (1102)
- le Bois de Rovéréaz (1103)
- Craivavers (1104)
- le Devin (1105)

## Activités, lieux et monuments
Le quartier représente 5 % de la surface lausannoise, 7 % de la population lausannoise, 2 % de l'emploi lausannois et 6 % du parc des logements.

### Ferme de Rovéréaz
Depuis le début du XIXe siècle, la Ferme de Rovéréaz exploite un domaine agricole dans ce quartier. Depuis 1988, le domaine appartient à la ville de Lausanne. En 2016, la ferme est confiée à un collectif associatif, convertie en agriculture biologique (Bio Suisse) et comprend un jardin pédagogique (« Le Jardin aux 1 000 mains »).
En 2020, à la suite des oppositions à un projet de construction en contrebas des terres agricoles de la Ferme de Rovéréaz , la ville de Lausanne annonce vouloir classer la zone pour « préserver de l’urbanisation un secteur non bâti, présentant une valeur majeure du point de vue paysager, de la biodiversité et du bien-être de la population ».

## Transports publics
- Bus : lignes 7, 42